# Shū Kobayashi

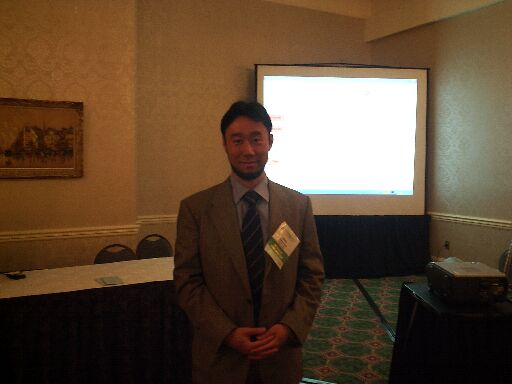
Shū Kobayashi

Shū Kobayashi (小林修 Kobayashi Shū?,  Tokio, Japón, 13 de junio de 1959-), es un químico orgánico japonés. Actualmente es profesor de postgrado en la Facultad de Ciencias de la Universidad de Tokio. 

## Formación y carrera académica
Obtiene la graduación en 1983. Realiza su doctorado en Ciencias en 1987, bajo la supervisión de Teruaki Mukaiyama. El mismo año es contratado como profesor ayudante en la Facultad de Ciencias de la Universidad de Tokio. Consigue el puesto de profesor asociado en dicha universidad en 1992, en el departamento de Química Orgánica de síntesis.
Ha realizado estancias como profesor visitante en diversas universidades: en la Universidad Louis Pasteur de Estrasburgo, Francia (1993); en la Universidad de Kioto, Japón (1995); en la Universidad de Nijmegen, Holanda (1996), y en la Universidad Philipps de Marburgo, Alemania (1997).
En 1997 es promovido a investigador especial y, un año más tarde, consigue la cátedra de la escuela de Ciencias Farmacéuticas de la Universidad de Tokio. También ha participado como investigador en los programas CREST (1997-2001), SORST (2002-2004) y ERATO (desde 2003) de la Agencia Japonesa de Ciencia y Tecnología (JST). Desde 2007 trabaja como profesor titular en el departamento de Química de la Universidad de Tokio.
Ha desarrollado numerosos trabajos de investigación en química orgánica de síntesis y en química organometálica. Son muy conocidos sus estudios sobre síntesis orgánica utilizando agua como disolvente, el desarrollo de un ácido de Lewis estable en agua, reacciones de catálisis de polímeros inmovilizados así como las reacciones de síntesis asimétrica en agua.
Ha impartido conferencias en numerosos centros de investigación y universidades: Boehringer Ingelheim, Merck, Wyeth-Ayerst, Novartis, Nagoya, Roche, etc.
Ha publicado más de 400 trabajos, algunos de los cuales han tenido una importante repercusión en la comunidad científica. Es uno de los químicos más citados con un índice h de 19 y más de 3.000 citas a sus artículos.

## Premios y distinciones
Posee diversos galardones dentro y fuera del país. Se pueden citar: el premio de la Chemical Society of Japan para químicos jóvenes (1991), premio Teijin (1992), premios de las fundaciones Nissan (1993) y Ciba-Geigy (1994), premio Springer (1997), premio IBM de Ciencia (2001), medalla de plata Nagoya (2002), premio Mitsui (2005), Premio JSPS (2005), premio Arthur C. Cope de la American Chemical Society (2006) y premio C. S. Hamilton (2009).